# Заряд (физика)
В физике понятие заря́да используется для описания нескольких физических величин, таких как электрический заряд в электромагнетизме или цветовой заряд в квантовой хромодинамике. Все эти заряды связаны с сохранением квантовых чисел.

## Формальное определение
В более абстрактном смысле заряд является некоторым генератором непрерывной симметрии исследуемой физической системы. Если физическая система обладает какой-либо симметрией, то по теореме Нётер следует существование сохраняющегося тока. Субстанция, которая «течёт» в этом токе, является «зарядом», который является генератором (локальной) группы симметрии. Этот заряд иногда называют зарядом Нётер.
Так, например, электрический заряд является генератором U(1) симметрии электромагнетизма. Сохраняющийся ток есть электрический ток.
В случае местной, динамической симметрии, любой заряд связан с калибровочным полем, а при квантовании калибровочное поле становится калибровочным бозоном. По теории заряды «излучают» калибровочные поля. Например, калибровочным полем электромагнетизма является электромагнитное поле, а калибровочным бозоном является фотон.
Иногда слово «заряд» используется как синоним «генератора», при этом подразумевается генератор симметрии. Точнее, если группа симметрии является группой Ли, то заряд понимается как соответствие системе корней группы Ли; дискретность системы корней соответствует квантованию заряда.

## Примеры
В физике элементарных частиц введены различные заряды для квантовых чисел. К ним относятся заряды из Стандартной модели:
- Цветовой заряд кварков. Цветовой заряд генерирует цветовую симметрию SU(3) квантовой хромодинамики.
- Слабый изоспин квантовых чисел электрослабого взаимодействия. Он генерирует SU(2) часть электрослабой SU(2) × U(1) симметрии. Слабый изоспин является локальной симметрией, калибровочными бозонами которой являются W- и Z-бозоны.
- Электрический заряд для электромагнитных взаимодействий.

Заряды для приближённых симметрий:
- Заряд сильного изоспина. Симметрия относится к группе SU(2) ароматовой симметрии, калибровочными бозонами являются пионы. Пионы не являются фундаментальными частицами, а симметрия является лишь приближённой. Это частный случай ароматовой симметрии.
- Другие заряды кварковых ароматов, таких как странность или очарование. Они генерируют глобальную SU(6) ароматовую симметрию элементарных частиц. Эта симметрия сильно нарушается массой тяжёлых кварков.

Гипотетические заряды расширений Стандартной модели:
- Магнитный заряд, ещё один заряд из теории электромагнетизма. Магнитные заряды не обнаружены экспериментально в лабораторных опытах, но они используются в теории, в том числе в теории магнитных монополей.

В формализме теории элементарных частиц заряды типа квантовых чисел иногда могут быть обращены посредством оператора зарядового сопряжения, называемого С. Зарядовое сопряжение просто означает, что данная группа симметрий имеет место в двух неэквивалентных (но все ещё изоморфных) представлениях группы. Это обычно бывает, когда два зарядово-сопряжённых представления являются  фундаментальными представлениями групп Ли. Их произведение затем формирует присоединённое представление группы Ли.
Таким образом, распространённым случаем является то, что произведение двух зарядово-сопряжённых фундаментальных представлений SL(2,C) (спиноров) формирует сопряжённый представитель группы Лоренца SO(3,1). В абстрактном виде можно записать:
{\displaystyle 2\otimes {\overline {2}}=3\oplus 1.\ }